# Grand Bérard
Grand Bérard – szczyt w Alpach Kotyjskich, części Alp Zachodnich. Leży w południowo-wschodniej Francji w regionie Prowansja-Alpy-Lazurowe Wybrzeże, przy granicy z Włochami.
Pierwszego wejścia dokonał francuski kapitan nazwiskiem Durand w 1820 r.